# Geschiedenis van Zuid-Amerika
Voor de komst van de Europeanen leefden in Zuid-Amerika indianenstammen, met name in de vruchtbare rivierdalen en tegen de bergen aan. De laatste en grootste cultuur in deze streek was die van de Inca's. Van de Inca-tijd is redelijk veel bekend gebleven, onder meer doordat een van hun steden, Machu Picchu, tijdens de Spaanse veroveringen verlaten en genegeerd is en pas vele jaren later herontdekt is hoog in de Andes.

## Oudste bewoning van Zuid-Amerika
Volgens de meeste wetenschappers migreerden de eerste bewoners van de Amerika's eerst naar Noord-Amerika via de Beringlandbrug en kwamen later Zuid-Amerika via de landengte van Panama binnen. Met name aan de Caribische kust en in de hooglanden van en intermontane valleien tussen de drie langgerekte hooggebergtes (Cordillera Occidental, Central en Oriental) vestigden zich mensen.
Alternatieve hypothesen over de eerste bewoners van de Amerika's werden opgesteld door António Mendes Correia (1925): Zuid-Amerika, met name Patagonië, werd bevolkt vanuit Oceanië; en Paul Rivet die in 1943 stelde dat de eerste mensen reeds 6000 jaar voor de Noord-Amerikaanse migratiestromen Zuid-Amerika binnenkwamen met primitieve boten vanuit Australië en Melanesië. Deze theorieën hebben tegenwoordig nog maar weinig aanhangers.

## Lithische periode
De oudste menselijke aanwezigheid in Zuid-Amerika werd gedateerd op 32.000-60.000 jaar oud in Pedra Furada, Brazilië, maar deze is sterk omstreden. Meer algemeen aanvaard zijn de dateringen van de sites Monte Verde, Chili (ca. 18.000 BP), Paccaicasa, Peru (ca. 20.000 BP) en Venezuela (Taima Taima; ca. 14.000 BP).
De oudste bewijzen van menselijke bewoning in Colombia, met name menselijke resten en rotstekeningen, werden gevonden in El Abra, ten noorden van Zipaquirá op de Sabana de Bogotá,en zijn gedateerd op ongeveer 12.450 jaar oud.
De ouderdom van de vindplaatsen in Colombia en vooral elders in Zuid-Amerika wijst erop dat de vroegste bewoners van het continent samenleefden met de Pleistocene megafauna en vermoedelijk jaagden op reuzenluiaards en reuzengordeldieren. Ook Cuvieronius leefde ten tijde van het Pleistoceen in Zuid-Amerika. Fossielen van de mini-olifant zijn gevonden in de gemeente Yumbo in het departement Valle del Cauca.

## Archaïsche periode
De indianenstammen in het huidige Ecuador en Peru bouwden vanaf 15.000 v.Chr. hun eerste nederzettingen. Deze werden met name in de kustzone gebouwd. Ze leefden in eerste instantie van de visvangst (inclusief schelpdieren) en jagen/verzamelen, later zou de landbouw gaan overheersen. Deze was alleen mogelijk door goede irrigatiesystemen. Buiten de rivierdalen om was het land woestijn.
De oudst bekende permanente nederzettingen staan in Valdivia, op het schiereiland Santa Elena en in het Guayas-bekken in Ecuador.
Omstreeks 2700 v.Chr. werd in Caral de eerste echte stad met stenen huizen gebouwd.

## Formatieve periode
Vanaf 1800 v.Chr. beginnen de eerste maatschappelijke veranderingen op te treden. Men ontwikkelt het aardewerk en krijgt zo ook de mogelijkheid om voedsel te bewaren. Daarnaast trekt men verder de rivierdalen in, verder van zee af. Ook start nu het tijdperk van de bouw van spectaculaire complexen. De belangrijkste ontwikkelingen spelen zich nu in wat nu Peru heet af. De rivierdalen tussen de Moche en de Mala worden nu bewoond, en in die dalen zijn beschavingscomplexen te vinden in plaatsen als San Jacinto, Cerro Sechín en Las Haldas. Tijdens de vroege formatieve periode bereikte de Casma-Sechincultuur haar grootste bloei. Met de ondergang van de Caral-Supecultuur komt de opkomst van de Chavin-stijl in de kunst.

## Klassieke periode
De culturen van de klassieke periode worden gekarakteriseerd door een ambachtelijke arbeidsdeling en het begin van metallurgie. De sociale organisatie wordt geacht een begin van verstedelijking te tonen en grote ceremoniële centra te bezitten. De ideologie is die van een ontwikkelde theocratie.
In Zuid-Amerika was de oorspronkelijk uit Mexico afkomstige maïslandbouw een groot succes. Ze verspreidde zich over bijna het gehele continent en kwam alleen in het uiterste zuiden (Patagonië) niet voor. In Peru was de invloed van Chavín groot geweest, maar tot ongeveer 500 na Chr. volgde weer een periode van politieke en culturele verdeeldheid. De bekendste en belangrijkste culturen uit deze periode waren de Moche aan de noordkust en de Nazca aan de zuidkust.

## Postklassieke periode
De Andes kende vanaf de laat-14de eeuw de opbloei van het grootste indiaanse rijk ooit, dat van de Inca's. In de periode tussen Wari/Tiwanaku en de Inca's (1000-1400) waren verscheidene lokale culturen bijzonder succesvol. De belangrijkste daarvan was die van de Chimú. Zij woonden in hetzelfde Noord-Peruaanse kustgebied als de Moche (1-500) voor hen, en bouwden een machtig rijk op met een grote hoofdstad: Chan Chan.

## Koloniale periode

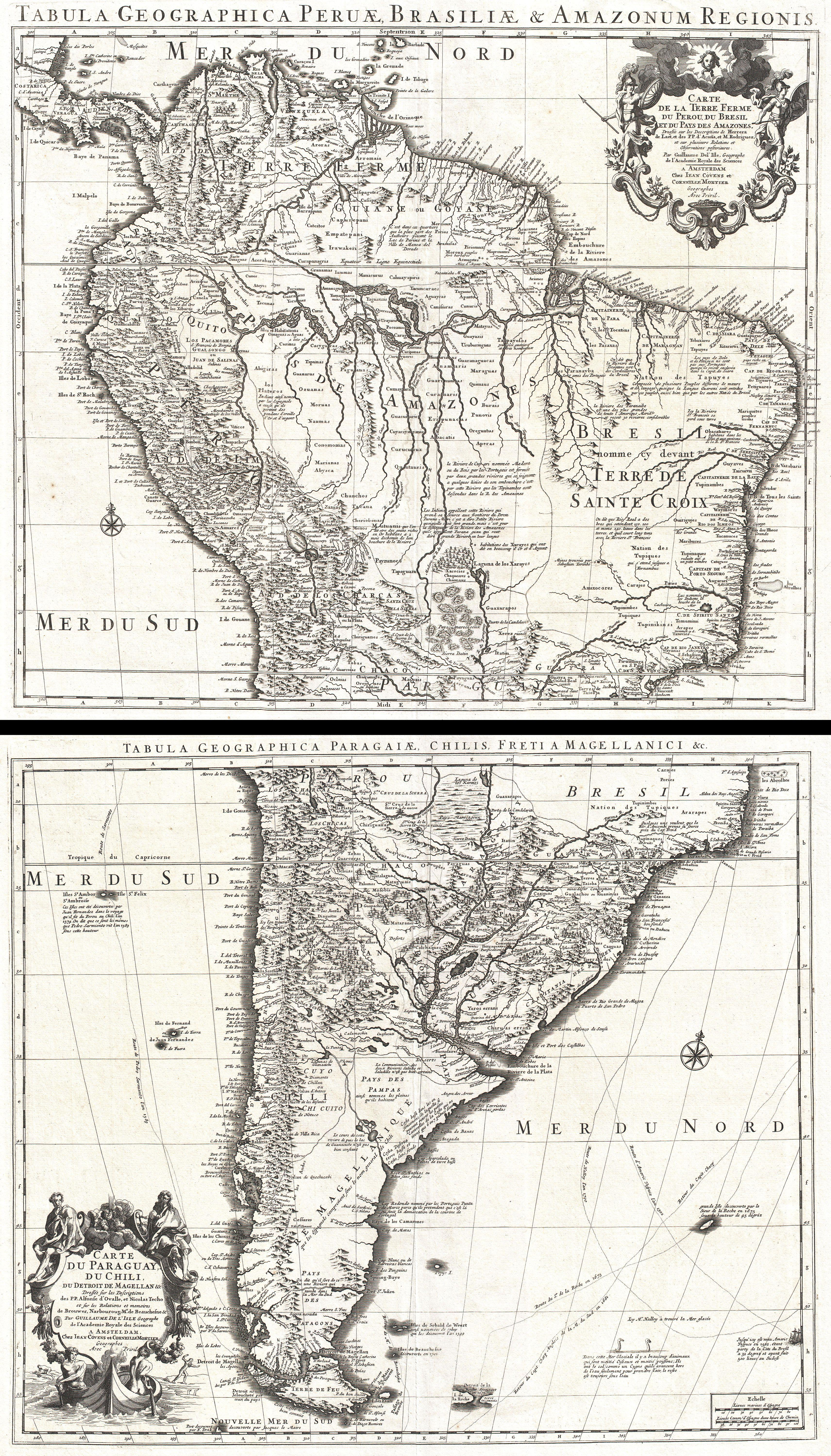
Kaart van Zuid-Amerika uit 1730

In de zestiende eeuw werd het Incarijk, evenals vele andere delen van Zuid-Amerika door de Spanjaarden veroverd. De Portugezen koloniseerden Brazilië en de Fransen, Britten en Nederlanders koloniseerden in de 16e en 17e eeuw de Guyana's.
Geschiedenis van: Argentinië · Aruba · Bolivia · Brazilië · Chili · Colombia · Ecuador · Frans-Guyana · Guyana · Panama · Paraguay · Peru · Suriname · Uruguay · Venezuela